# Earl Brassey
Earl Brassey war ein erblicher britischer Adelstitel in der Peerage of the United Kingdom.

## Verleihung und nachgeordnete Titel
Der Titel wurde am 5. Juli 1911 für den liberalen Politiker und ehemaligen Gouverneur von Victoria Thomas Brassey, 1. Baron Brassey, geschaffen. Zusammen mit der Earlwürde wurde ihm der nachgeordnete Titel eines Viscount Hythe, of Hythe in the County of Kent, verliehen. Bereits am 16. August 1886 war ihm der fortan ebenfalls nachgeordnete Titel Baron Brassey, of Bulkeley in the County of Chester, verliehen worden.
Alle drei Titel erloschen beim kinderlosen Tod seines Sohnes, des 2. Earls, am 12. November 1919.

## Liste der Earls Brassey (1911)
- Thomas Brassey, 1. Earl Brassey (1836–1918)
- Thomas Brassey, 2. Earl Brassey (1863–1919)